# Obrium constricticolle
Obrium constricticolle är en skalbaggsart som beskrevs av Schaeffer 1908. Obrium constricticolle ingår i släktet Obrium och familjen långhorningar. Inga underarter finns listade i Catalogue of Life.